# Michail Jurjewitsch Jakubow
Michail Jurjewitsch Jakubow (russisch Михаил Юрьевич Якубов; * 16. Februar 1982 in Barnaul, Russische SFSR) ist ein ehemaliger russischer Eishockeyspieler, der zuletzt beim HK Sotschi in der Kontinentalen Hockey-Liga unter Vertrag stand.

## Karriere
Michail Jakubow begann seine aktive Laufbahn im Jahr 1997 in der zweiten Mannschaft des HK Lada Toljatti, den er 2001 Richtung Red Deer Rebels verließ. Diese hatten ihn beim CHL Import Draft 2001 in der ersten Runde als 53. Spieler gezogen. Beim NHL Entry Draft 2000 hatten ihn die Chicago Blackhawks in der ersten Runde an zehnter Stelle ausgewählt, für die er vierzig Spiele von 2003 bis 2006 absolvierte. Daneben wurde der Stürmer bei den Norfolk Admirals in der American Hockey League eingesetzt. In der Saison 2005/06 stand er 29-mal für den HK Spartak Moskau und 13-mal für die Florida Panthers auf dem Eis. Von 2006 bis Januar 2010 stand er beim Sewerstal Tscherepowez unter Vertrag. Im Januar 2010 wechselte er zum Ligarivalen HK Spartak Moskau. Im September 2010 wurde sein Vertrag mit Spartak aufgelöst und Jakubow wechselte zum KHL-Neuling HK Jugra Chanty-Mansijsk.
Ab Mai 2011 stand Jakubow beim HK Metallurg Magnitogorsk unter Vertrag und gehörte in den folgenden zwei Spieljahren zum Stammkader des Klubs, wobei er in 123 KHL-Partien 31 Scorerpunkte sammelte. Im Mai 2013 kehrte er zum HK Jugra zurück und agierte in der Saison 2013/14 als Mannschaftskapitän, ehe er im Mai 2014 vom HK Witjas aus Podolsk verpflichtet wurde.
Nach der Saison 2015/16 beendete er seine Karriere und ist seit 2017 Nachwuchstrainer in den Vereinigten Staaten.

## Erfolge und Auszeichnungen
- 2000 Silbermedaille bei der U18-Junioren-Weltmeisterschaft
- 2002 WHL East Second All-Star Team
- 2002 CHL All-Rookie Team

## Statistik
(Stand: Ende der Saison 2016/17)